# Клавдий Савойски-Вилар
Клавдий Савойски-Вилар (на френски: Claude de Savoie-Villars, Клод дьо Савоа-Вилар; * 7 март 1507; † 23 април 1566, замък Кадараш, Сен Пол ле Дюранс, Кралство Италия) е губернатор и велик сенешал на Прованс, граф на Танд от 1525 г. до смъртта си, граф на Бофор (1547 – 1556). През последните 30 години от живота си подкрепя и защитава протестантите, особено в своето графство.

## Произход
Клавдий е най-големият син на Райнер Савойски-Вилар (* ок. 1473, † 1525), известен като „Големи Извънбрачен Савойски“, граф на Вилар и на Танд, основоположник на кадетския клон Савоя-Вилар, и на съпругата му Анна Ласкарис (* 1487, † 1554). Негови дядо и баба по бащина линия са Филип II Савойски, 7-ми херцог на Савоя, и Либера Портонери, а по майчина – Жан-Антоан дьо Ласкарис-Вентимиля, граф на Танд, и Изабел д'Англюр. Има един брат и две сестри:
- Магдалена (* ок. 1510, † 1586), съпруга на конетабъл Ан дьо Монморанси
- Хонорат II (* 1511, † 1580), граф на Танд (1575 – 1580), граф на Вилар (1531 – 1565), 1-ви маркграф на Вилар (1565 – 1580), маршал на Франция (от 1571), адмирал на Франция (1572 – 1578), съпруг на Жан-Франсоаз дьо Грейи-Фоа, виконтеса на Кастийон
- Изабела († 1552), съпруга на Рене дьо Бастарне, граф на Бушаж
- Маргарита († 1591), съпруга на Антоан II Люксембургски, граф на Бриен и на Лини

## Биография

### Младост
Детството му е неизвестно. На 1 октомври 1520 г. 13-годишният Клавдий е представен от баща си на държавите на Прованс, за да го предложи за негово наследство като велик сенешал. Получава титлата едва когато навършва пълнолетие, с потвърждение на 31 март 1525 г. и след смъртта на баща си на 19 април 1542 г.

### Военна кариера. Брак
През 1532 г. става адмирал на моретата на Леванта и рицар на Ордена на Св. Михаил. Бие се срещу валденсите по заповед на краля на Франция Франсоа I.
През 1534 г. се жени за Мари дьо Шабан, дъщеря на маршала на Франция Жак II дьо Шабан дьо Ла Палис.
Клавдий се бие с войските на император Фердинанд I. По време на отсъствието си оставя граф Гринян или наместници на краля да управляват земите на Прованс. Изглежда е в основата на развитието на укрепленията на град Антиб през 1541 г. След това придружава дофина Анри във войната в Русийон, по време на която град Перпинян е обсаден.
При възкачването на Анри II през 1547 г. Клавдий и майка му Анна отдават почит на новия крал на Франция. През юли той получава Графство Бофор за период от девет години.

### Религиозна ориентация. Втори брак
С договор от 19 август 1539 г. Клавдий се жени втори път за Франсоаз дьо Грейи-Фоа-Кандал от по-младия клон на рода Грайи, дъщеря на Жан дьо Фоа-Кандал, виконт на Мей, и на Ан дьо Вилньов, маркиза на Транс. Новата му съпруга го довежда до калвинизма. Тази ориентация го кара да участва в религиозните войни, които разтърсват Кралство Франция по това време.
От 1540 г. защитава протестантите, като по този начин не се подчинява на краля на Франция. През 1545 г. в Кабриер д'Авиньон, където валденсите намират убежище, той се опитва да избегне кланетата. Зает с различни войни, Клавдий оставя управлението на графството си на съпругата си Франсоаз, чийто духовен водач е хугенот. От 1550 г. култът се чества както вътре, така и извън замъка, докато бившият покръстен монах Галатерио де Карайо, призован от графа и надарен с голяма сила на убеждаване, покръства част от населението.
През 1560-те г. Клавдий се намесва на няколко пъти в полза на протестантите от Ванс, изисквайки консулите да приемат двама протестанти сред тях. През 1563 г. той изпраща петиция до братовчед си, херцог Емануил Филиберт Савойски, за защита на религиозната свобода. През юни 1562 г. херцогът е раздразнен от неговите действия и му пише писмо, в което го призовава да се върне в правия път. Въпреки това савойският херцог поставя Клавдий Савойски-Вилар и неговите потомци от мъжки пол в реда на унаследяване на Савойското херцогство чрез патентни писма от 1562 до 1563 г.

### Смърт
На 27 юли 1563 г. Клавдий пише завещанието си в замъка си във Вилньов. Завещава на втората си съпругата си правото на ползване и посочва сина си Хонорат I от първия брак като универсален наследник едновременно с Рене, барон на Сипиер, негов полубрат. Умира на 23 април 1566 г. на 58-59-годишна възраст в замъка Кадараш в Сен Пол ле Дюранс.

## Брак и потомство
Жени се два пъти:
1. ∞ 10 май 1534 за Мари дьо Шабан, дъщеря на Жак II дьо Шабан дьо Ла Палис, господар на Ла Палис, Паси, Шоврот, Бор льо Ком и Льо Ерон, маршал на Франция, и на съпругата му Мари дьо Мелюн, от която има двама или трима сина и една дъщеря:
- Анри Савойски-Вилар
- Хонорат I Савойски-Вилар[7] (* октомври 1538, Марсилия; † 11 октомври 1572, Авиньон), граф на Сомарива и на Танд, губернатор и велик сенешал на Прованс от 28 април 1566 до смъртта си; ∞ 1. 1 март 1558 за Клара Строци, дъщеря на маршала на Франция Пиер Строци, от която няма деца 2. 1 януари 1572 за Мадлин дьо Ла Тур д'Оверн, дъщеря на Франсоа III дьо Ла Тур, виконт на Тюрен, и на Елеонор дьо Монморанси, от която няма деца
- Ренато Савойски-Вилар, барон на Сипиер, бездетен,[7] вероятен син от втория му брак[7]
- Рената Савойска-Танд († 1587, Парма), графиня на Танд (1572 – 1575), чрез брак господарка на Юрфе, 1-ва маркиза на Баже (1575 – 1587); ∞ 25 май 1554 за Жак д'Юрфе, господар на Юфре, бали на Форез,[7] от когото има син и дъщеря

∞ 2. 19 август 1539 за Франсоаз дьо Грейи-Фоа-Кандал, дъщеря на Жан дьо Фоа-Кандал, виконт на Мей, и на Ан дьо Вилньов, маркиза на Транс, от която има една дъщеря и вероятно един син (вж. Рене по-горе):
- Анна Савойска-Вилар († сл. 1593); ∞ 1. 1556 за Жак дьо Салюс († 1569), владетел на Карде, 2. за Антоан дьо Клермон д'Амбоаз, маркиз на Рейнел († август 1572, убит), 3. 1573 за Жорж дьо Клермон д'Амбоаз († ок. 1581), първи братовчед на Антоан, маркиз на Галеранд.[13]